# Echidnophaga iberica
Echidnophaga iberica är en loppart som beskrevs av Ribeiro, Lucientes, Osacar et Calvete 1994. Echidnophaga iberica ingår i släktet Echidnophaga och familjen husloppor. Inga underarter finns listade i Catalogue of Life.